# 31240 Katrianne
31240 Katrianne è un asteroide della fascia principale. Scoperto nel 1998, presenta un'orbita caratterizzata da un semiasse maggiore pari a 2,7892288 UA e da un'eccentricità di 0,1855421, inclinata di 7,32990° rispetto all'eclittica.